# 朱海曼·欧泰比
朱海曼·伊本·穆罕默德·伊本·赛义夫·欧泰比（阿拉伯语：جهيمان بن محمد بن سيف العتيبي，Juhayman ibn Muhammad ibn Sayf al-Otaybi，1936年9月—1980年1月9日），简称朱海曼·欧泰比，是一名沙特的宗教极端分子，前沙特国民卫队军人。1979年，带领支持者发动对麦加禁寺围困行动，以抗议沙特君主制和沙特家族的统治。事件失败以后，1980年1月9日被沙特政府公开处决。

## 生平
朱海曼出生于沙特阿拉伯中部卡西姆省的萨吉尔市，他出身于内志地区出名的部落欧泰比部落。他的很多亲属参与了1927年反对阿卜杜勒阿齐兹国王的伊赫万起义的赛比勒（阿拉伯语：معركة السبلة）之战，其中包括他的祖父苏尔坦·本· 巴加德·欧泰比（Sultan bin Bajad Al-Otaibi）。朱海曼长大后意识到这场战斗的意义，以及在他们看来沙特君主背叛沙特国家最初的宗教信条的方式。他个人因为书写能力没有从学校毕业，但是喜欢阅读宗教书籍。
1955年至1973年，朱海曼在沙特阿拉伯国民警卫队服役。据他在沙特阿拉伯国民警卫队的同袍回忆，朱海曼很瘦，身高6英尺1英寸（187公分）。

### 婚姻
朱海曼结过三次婚，其中一个妻子是诗人哈里发·本·哈扎里（阿拉伯语：خلف بن هذال）的妹妹。他总共育有3男2女。

## 麦加禁寺围困
1979年11月20日，即伊斯兰教的1400年的第一天，在朱海曼的领导下，一个由400至500名男子有组织的占领了清真寺。在沙特特种部队进入麦加禁寺之前，围困持续了两个多星期，期间，巴基斯坦特别服务组（SSG）也参与了这项行动。 法国GIGN特种部队提供了一种叫做CB 的特殊催泪瓦斯。事件之后，朱海曼于1980年1月9日在麦加由沙特当局公开处决。

## 影响
沙烏地阿拉伯當局采取了以下措施：
- 所有场所都严格地执行性别隔离制度，公共场所到政府办公室，甚至个人住宅。都设有男性和女性专用出入口。
- 从所以媒体上删除有关朱海曼的信息，禁止公开讨论。
- 禁止一切公开娱乐活动，禁止流行音乐，禁止电影院。
- 赋予劝善戒恶机构，沙特宗教警察，更大的权利。
- 用石油美元在全世界扩大宣传瓦哈比思想。
- 严格限制女性。禁止女性抛头露面，出门必须穿着黑袍，禁止女性开车。女性就业限制在教育和医院。

## 相关书籍
- The Siege of Mecca: The 1979 Uprising at Islam's Holiest Shrine--Yaroslav Trofimov[6][7][8]